# Twisted Metal (jogo eletrônico de 1995)
Twisted Metal é  um jogo eletrônico de combate de veículos. Ele foi desenvolvido pela SingleTrac e publicado pela Sony, e lançado em 1995 para PlayStation. Vendendo cerca de 1,12 milhões de unidades, Twisted Metal foi relançado em 1998, sendo colocado na coletânea do PlayStation Greatest Hits ao lado de Twisted Metal 2, assim como todos da série.
No conceito, Twisted Metal é um jogo de demolição veicular, que permite a utilização de projéteis balísticos, dentre outros. Os jogadores escolhem os veículos e uma arena ou uma série de arenas no modo história (tournament) de modo a se engajar numa batalha contra os outros motoristas. Uma variedade de armas, que vão desde mísseis para armadilhas, são obtidos por pick-ups espalhados por todo o palco, além de recuperadores de saúde. O objetivo do jogo é simplesmente vencer os outros competidores.

## Referencias
1. 1 2 3 4  «Twisted Metal for PlayStation». GameSpot. Consultado em 19 de Dezembro de 2009